# Отто Олендорф
Отто Олендорф (нім. Otto Ohlendorf, 4 лютого 1907 — 7 червня 1951) — діяч німецьких спецслужб, группенфюрер СС і генерал-лейтенант поліції. Начальник III управління РСХА (1939—1945), який займався збором відомостей про стан справ всередині країни, начальник айнзатцгрупи D (1941—1942).

## Життєпис
Народився в Гогенеггельсені в сім'ї фермера Генріха Олендорфа (1859—1943). У 1917—1928 рр. навчався в гімназії в Андреануме. 28 травня 1925 року вступив у НСДАП (партійний квиток № 6 531) і СА, брав участь у створенні партійного осередку в Гогенеггельсені. У 1926 році був зарахований до СС (особистий номер 880).
У 1928—1931 рр. вивчав правознавство та державне господарство в Геттінгені. Працював в Кільському університеті.
З 1934 року був завідувачем відділу в інституті прикладних економічних досліджень в Берліні.
У 1936 році вступив на роботу в апарат СД і займався збором інформації про настрої в рейху. В результаті безкомпромісних критичних звітів, особливо про негативний вплив чотирирічного плану на середній клас, нажив багато ворогів серед високопоставлених партійних діячів.
У 1939 році було повернуто до роботи в держорганах Гейдріхом, який призначив його начальником III управління Головного управління імперської безпеки. На цій посаді займався соціологічними дослідженнями. Неприкрита критика стану справ в країні, як випереджаюча система раннього попередження керівництва, була головною складовою розробленої СС концепції внутрішньої безпеки рейху.
У червні 1941 року Олендорф був призначений начальником айнзатцгрупи Д в районі дії 11-ї армії на півдні Радянського Союзу. У завдання айнзатцгруп входило цілеспрямоване знищення євреїв, циган та комуністів. Протягом року айнзатцгрупа Д знищила 90 000 людей. У червні 1942 року Олендорф повернувся в Берлін. Після першої військової зими і смерті Гейдріха Гіммлеру знадобилися послуги Олендорфа як «соціолога».
З листопада 1943 року Олендорф був також унтер-статс-секретарем в міністерстві економіки і координував плани розвитку післявоєнної економіки Німеччини. Для цього він залучив Людвіга Ергарда, майбутнього батька німецького економічного дива і канцлера ФРН.
У 1946 році на Нюрнберзькому процесі проти головних військових злочинців Олендорф був одним з головних свідків звинувачення, розповівши про діяльність айнзатцгруп на окупованій території Радянського Союзу. У 1948 році він був засуджений до смертної кари на одному з наступних Нюрнберзьких процесів (Процес у справі про айнзатцгрупи). Незважаючи на його заслуги в економічній області, всі прохання про помилування були відхилені союзниками. Повішений 7 червня 1951 року.

## Звання
- Гауптштурмфюрер СС (9 липня 1936)
- Штурмбаннфюрер СС (20 квітня 1937)
- Оберштурмбаннфюрер СС (9 листопада 1938)
- Штандартенфюрер СС (1 січня 1940)
- Оберфюрер СС (9 листопада 1941)
- Бригадефюрер СС і генерал-майор поліції (16 липня 1942)
- Группенфюрер СС і генерал-лейтенант поліції (9 листопада 1944)

## Нагороди
- Хрест Воєнних заслуг 2-го і 1-го класу з мечами
- Орден Зірки Румунії, командорський хрест (15 січня 1943)

### Партійні нагороди
- Золотий партійний знак НСДАП
- Медаль «За вислугу років у НСДАП» в бронзі, сріблі та золоті (25 років)

### Відзнаки СС
- Почесний кут старих бійців
- Медаль «За вислугу років у СС» 4-го ступеня (4 роки)
- Кільце «Мертва голова»
- Почесна шпага рейхсфюрера СС